# Gustaaf Wuyts
Gustavus Adolphus Maria (Gustaaf) Wuyts (Deurne, 29 mei 1897 - Sint-Job-in-'t-Goor, 13 januari 1979) was een Belgische kogelstoter en discuswerper, die deelnam aan de Olympische Spelen van Antwerpen in 1920. Hij veroverde daar met zijn team bij het touwtrekken de bronzen medaille en nam ook deel aan het kogelstoten. Hij was ook tweemaal Belgisch kampioen kogelstoten en eenmaal in het discuswerpen.
Wuyts was aangesloten bij Tubantia Athletic Club. Hij is de broer van atleet Desiré Wuyts. Hij is ook de vader van Willy Wuyts, eveneens kogelstoter en discuswerper, en grootvader van Leen Wuyts, speerwerpster.

## Persoonlijk record
| Onderdeel   | Prestatie | Jaar |
| ----------- | --------- | ---- |
| kogelstoten | 12,18 m   | 1920 |

## Palmares

### kogelstoten
- 1919:  BK AC – 11,21 m
- 1920:  BK AC – 11,48 m
- 1920: 18e OS - 11,045 m
- 1921:  BK AC – 11,80 m

### discuswerpen
- 1920:  BK AC – 33,725 m
- 1921:  BK AC – 34,88 m

### touwtrekken
- 1920:  OS - Belgisch team